# Judith Révész
Judith Magdalena Laqueur-Révész (Boedapest, 15 juli 1915 - Malcesine, 17 april 2018) was  een Hongaars-Nederlandse pottenbakster en beeldhouwster.

## Leven en werk

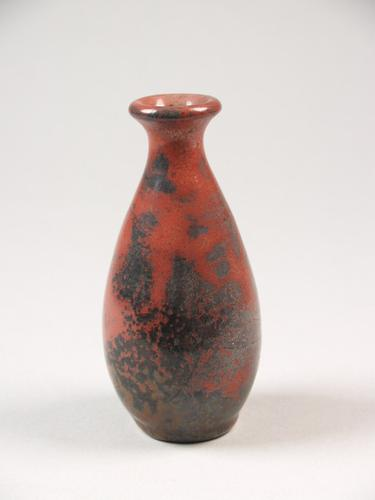
Vaas met langgerekte wand en spreidende hals overdekt met grijs-rood glazuur (1952)

Révész is een dochter van psycholoog Géza Révész en kunsthistorica Magda Alexander. In 1920 verhuisde ze met haar ouders van Hongarije naar Nederland. Ze was negatief over het Nederlandse kunstonderwijs en kreeg een privé-opleiding (1934-1937) aan de Kunstnijverheidsschool van Boedapest, bij beeldhouwer Mark Vedres.
In 1938 vestigde Révész zich als zelfstandig pottenbakster in Amsterdam. Ze had contacten met onder meer Bert Nienhuis en met Luigi de Lerma. Ze maakte vooral aardewerken gebruiksvoorwerpen en keramiek kleinplastiek, vaak geïnspireerd door de Hongaarse volkskunst. Ze maakte portretten, die in brons werden gegoten. Ze trouwde in 1941 met de uit Duitsland afkomstige procuratiehouder Henric Jochem Willem Ernst (Hein) Laqueur (1914-1990) en kreeg een zoon en een dochter. In 1957 verhuisde het gezin naar Den Haag. Ze exposeerde vanaf 1938 geregeld, onder meer in 1959/1960 in een duo-expositie met Maurits Cornelis Escher bij het Utrechts Genootschap Kunstliefde.
Voor het buitenverblijf l'Elefante Felice van prins Bernhard in Porto Ercole maakte Révész in 1960 een tegeltableau van een olifant. Na de sloop van de villa in 2012 kwam het werk terug naar Nederland en werd het geschonken aan het Nederlands Tegelmuseum. Révész kwam vanuit Italië over voor de heronthulling in Otterlo.